# Battaglia di Raqqa (2017)
La battaglia di Raqqa (arabo: معركة الرقة), nota anche come seconda battaglia di Raqqa, è stata la quinta e ultima fase della campagna di Raqqa, lanciata dalle Forze Democratiche Siriane (FDS) contro lo Stato Islamico (ISIL) con l'obiettivo di conquistare la città di al-Raqqa, capitale de facto dell'ISIL dal 2014. L'operazione è stata chiamata "Grande Battaglia" dalle FDS.
La battaglia, iniziata il 6 giugno 2017, è stata supportata da attacchi aerei e truppe di terra della coalizione guidata dagli Stati Uniti. Si è conclusa il 17 ottobre 2017, con la completa cattura della città da parte delle Forze Siriane.
La battaglia fu concomitante alla fine dell’assedio di Deir ez-Zor e alla battaglia di Mosul, iniziata sette mesi prima, come parte di uno sforzo da parte della CJTF-OIR e dei suoi alleati per spogliare l’ISIS dei suoi centri di potere regionali e smantellarlo come Stato.

## Sfondo
Nel 2015, l’ISIS iniziò a fortificare la città e le aree circostanti con bunker e una rete di tunnel.
Entro giugno 2017, Raqqa rimaneva l'unica grande città siriana completamente sotto il controllo dell'ISIL ed era, quindi, il suo effettivo centro operativo. Con il suo gran numero di combattenti stranieri, Raqqa era un centro di pianificazione per attacchi terroristici contro città europee.  La campagna di Raqqa venne lanciata il 6 novembre 2016 dalle Forze Democratiche Siriane, nel tentativo di catturare la città, e portò la cattura di una grande quantità di territorio nel governatorato di al-Raqqa in mano all'ISIL, tra cui la città di al-Thawrah, infrastrutture presso la diga di Tabqa e la diga al-Baʿth.
Ben cinquecento uomini delle forze speciali statunitensi operarono sul campo nella Siria settentrionale a sostegno della campagna di Raqqa. Gli Stati Uniti e altri membri della coalizione fornirono armi pesanti, raccolta di informazioni, supporto alle comunicazioni e altra assistenza alle FDS come parte del loro intervento nel conflitto. La battaglia è iniziata sulla scia di un periodo tumultuoso per la coalizione, poiché le pressioni interne erano state aumentate dalla crisi diplomatica del Qatar, che aveva visto la rottura delle relazioni diplomatiche tra il Qatar e gli altri membri della coalizione, ed era stata pubblicamente sostenuta dal presidente Donald Trump.
I residenti locali dichiararono che molti militanti dell'ISIL avevano già abbandonato la città e si erano recati a Deir ez-Zor in previsione dell'imminente attacco alla loro capitale. L'ISIL assaltò l'enclave del regime a Deir ez-Zor, che all'epoca era divisa tra l'ISIL e il governo siriano,  lanciando una serie di forti attacchi contro l'esercito siriano da giugno ad agosto.
L'agenzia di stampa AFP riferì che in un attacco aereo statunitense, 21 civili morirono mentre tentavano di fuggire da Raqqa in gommone sul fiume Eufrate. L'evento è stato riportato anche da Al Jazeera, ma con incertezza su chi abbia effettuato il bombardamento.

## Battaglia

### Attacco iniziale

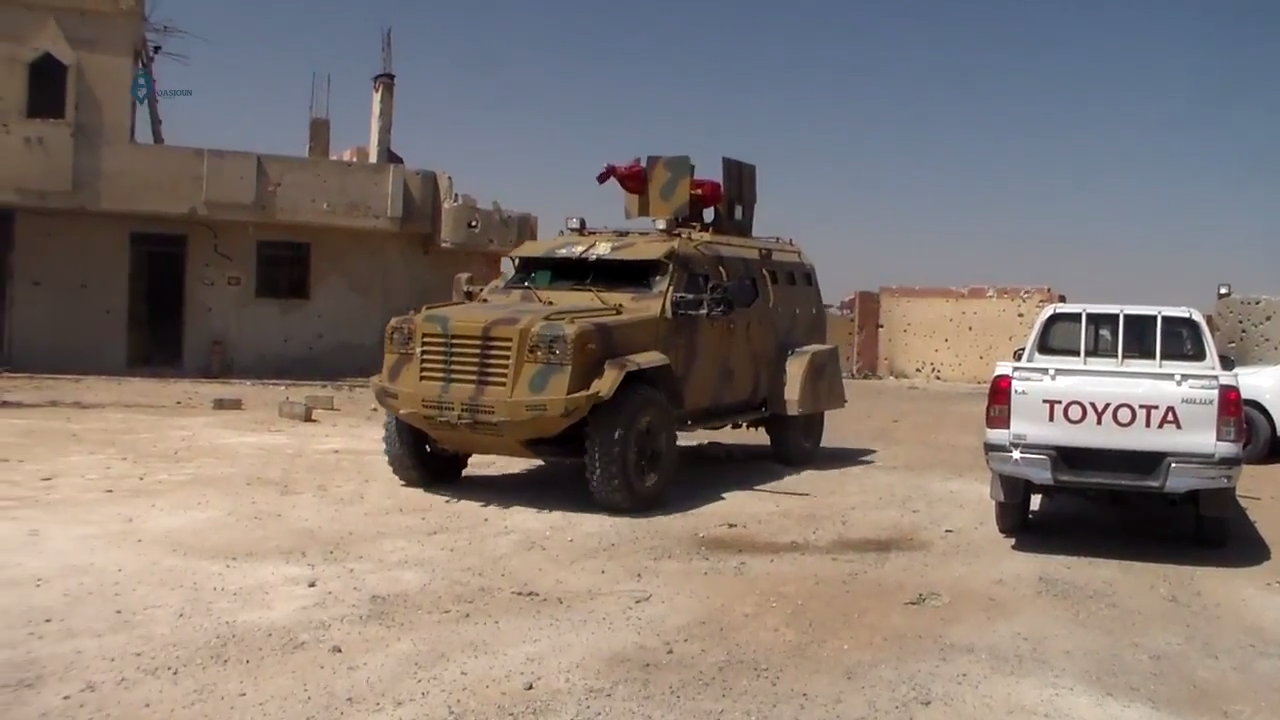
Un MRAPV e un Toyota Hilux delle FDS a Raqqa.

Il giorno prima della battaglia, l'aeronautica degli Stati Uniti condusse pesanti attacchi aerei su Raqqa. All'alba del 6 giugno 2017, le Forze Democratiche Siriane iniziarono ufficialmente la battaglia. L'offensiva partì da nord, est e ovest di Raqqa. Supportate da attacchi aerei statunitensi, le FDS attaccarono l'ex base della 17ª divisione a nord di Raqqa e il distretto di Mashlab nella parte sud-orientale della città. Entro la fine della giornata, le forze siriane catturarono più della metà del distretto di Mashlab e attaccarono anche il distretto di Andalus nel nord-ovest. Le FDS catturarono anche il villaggio di al-Jazra.
Il giorno seguente le forze siriane catturarono una fortezza in rovina ai margini della città, e un funzionario della coalizione statunitense disse che l'attacco era destinato ad accelerare. Lo stesso giorno, le FDS catturarono il distretto cittadino di Tell Harqal.
Brett H. McGurk, l'inviato speciale responsabile della coalizione militare guidata dagli Stati Uniti, dichiarò che i combattimenti nella città sarebbero stati accelerati dai fallimenti dell'ISIL nella battaglia di Mosul, e affermò anche che le forze erano preparate per una "battaglia difficile e a lunghissimo termine".
L'8 giugno le FDS entrarono nell'ex base della 17ª Divisione e nel vicino zuccherificio, ma dovettero ritirarsi a causa delle pesanti perdite subite nell'azione.
La notte seguente, gli aerei della Coalizione colpirono pesantemente la città, uccidendo 23 civili. Nello stesso momento le forze sirane, supportate dai berretti verdi statunitensi, erano vicine a catturare l'intero quartiere di al-Mashlab. Più tardi, le FDS entrarono nel quartiere di Sabahiyah da ovest e, nel giro di poche ore, catturarono le parti rimanenti del quartiere di al-Mashlab.
Il 10 giugno, le FDS entrarono nel sobborgo romano rimanendo bloccate "in feroci combattimenti", mentre stavano rinforzando la metà occidentale di Al-Sabahiya. Un portavoce della coalizione internazionale dichiarò che avevano distrutto numerosi obiettivi a Raqqa tra il 7 e il 9 giugno, tra cui: un campo minato, undici posizioni di combattimento, quattro veicoli, tre quartieri generali dell'ISIL, due ordigni esplosivi improvvisati trasportati da veicoli (VBIED) e un edificio detenuto dall'ISIL. Alla fine della giornata, le FDS presero il controllo del sobborgo di Harqaliya. Durante la battaglia, le forze statunitensi utilizzarono munizioni al fosforo bianco nella città diverse volte, secondo i filmati e le dichiarazioni dell'ISIL, il ministero degli esteri siriano e le organizzazioni per i diritti umani. Successivamente, un portavoce dell'esercito statunitense non confermò né smentì le dichiarazioni, ma gli Stati Uniti confermarono in seguito di aver utilizzato il fosforo bianco "per schermare, oscurare e marcare in un modo che tenga pienamente conto dei possibili effetti collaterali sui civili e sulle strutture civili".

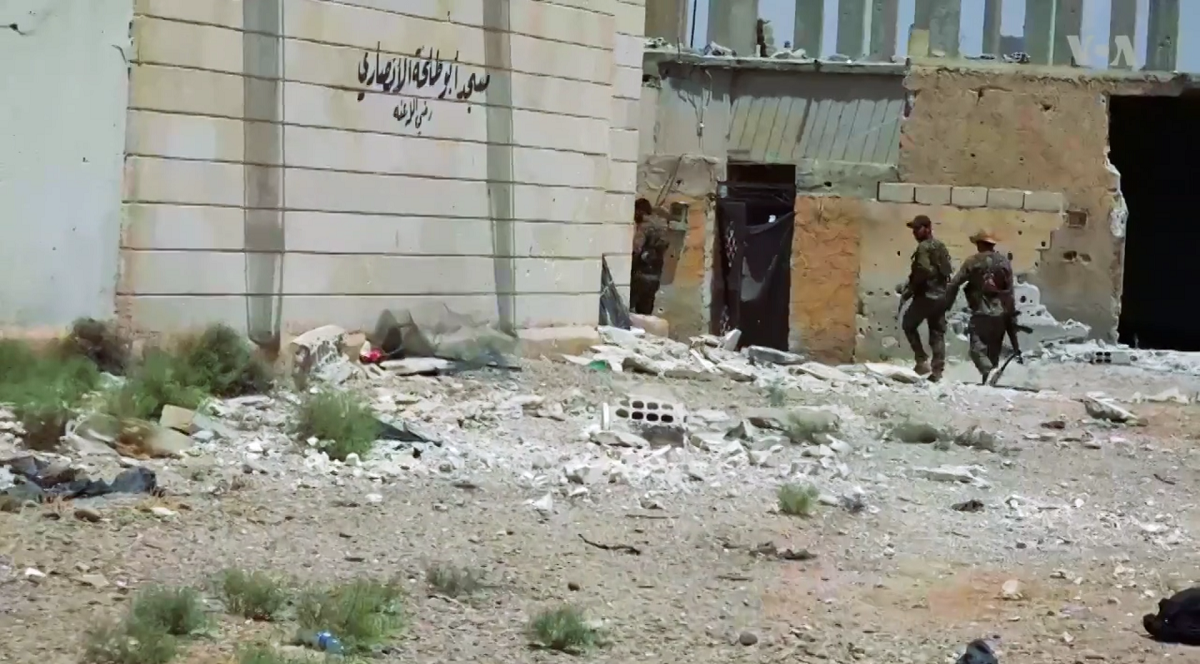
Combattenti delle Forze Democratiche Siriane che attraversano un'area distrutta di Raqqa.

Entro l'11 giugno, si dice che siano stati uccisi 79 civili. Le FDS catturarono "ampie parti" del sobborgo romano e sono avanzate nel quartiere di al-Sinaa e nel mercato di al-Hal vicino alle rive settentrionali del fiume Eufrate. Lo stesso giorno, i miliziani dell'ISIL attaccarono la piantagione di zucchero che le FDS avevano catturato tre giorni prima nella parte settentrionale della città.
Il 12 giugno, le Forze Democratiche Siriane iniziarono il processo di cattura dei quartieri di al-Sinaa e al-Hattin, insieme alla zona industriale di al-Sinaa. Le forze siriane catturarono il villaggio di Sahil a sud-ovest di Raqqa dopo che scoppiarono scontri tra le FDS e l’ISIL, durati fino al mattino successivo.
Il 14 giugno, le FDS entrarono nel quartiere di al-Berid nella parte occidentale di Raqqa, in seguito ad intensi combattimenti in cui venne ucciso un attentatore suicida dell’ISIL.
Il giorno seguente, le forze siriane presero il controllo del quartiere di al-Sinaa ed entrarono nel quartiere di Batani. Diversi soldati della coalizione rimasero feriti da un'autobomba piazzata dall’ISIL nel quartiere di al-Sinaa.
Il 18 giugno, le FDS catturarono il villaggio di Kasrat Sheyh Juma, a sud di Raqqa. Sempre nella stessa giornata, riuscirono a conquistare anche il quartiere di Batani, situato nella parte est della città.

### Accerchiamento di Raqqa
Il 19 giugno, l'ISIL contrattaccò alle mura della città vecchia e riuscì ad accerchiare un gruppo di combattenti delle FDS, tra cui membri delle Elite Forces (SEF). Altre Elite Forces tentarono quindi di rompere l'accerchiamento, abbattendo un drone d'attacco dell'ISIL, e sfondando verso i loro quindici combattenti assediati alla porta di Bab Baghdad della città vecchia. Nel corso di questa operazione, le SEF persero il loro primo membro nella battaglia per Raqqa, quarto in tutta la campagna. Il giorno successivo, le FDS, supportate da attacchi aerei particolarmente pesanti, continuarono ad avanzare nel nord-ovest di Raqqa tra i tentativi "disperati" dell'ISIL di fermare il loro progresso avanzamento. Successivamente l'ISIL eseguì un contrattacco nel distretto di Batani che fu prontamente respinto. Il 23 giugno, le FDS iniziarono un assalto al distretto di Qadisiya, che portò a feroci combattimenti nella zona. Il giorno successivo, le forze siriane circondarono completamente e assediarono la città di Raqqa, intrappolando circa 4 000 miliziani dell'ISIL.

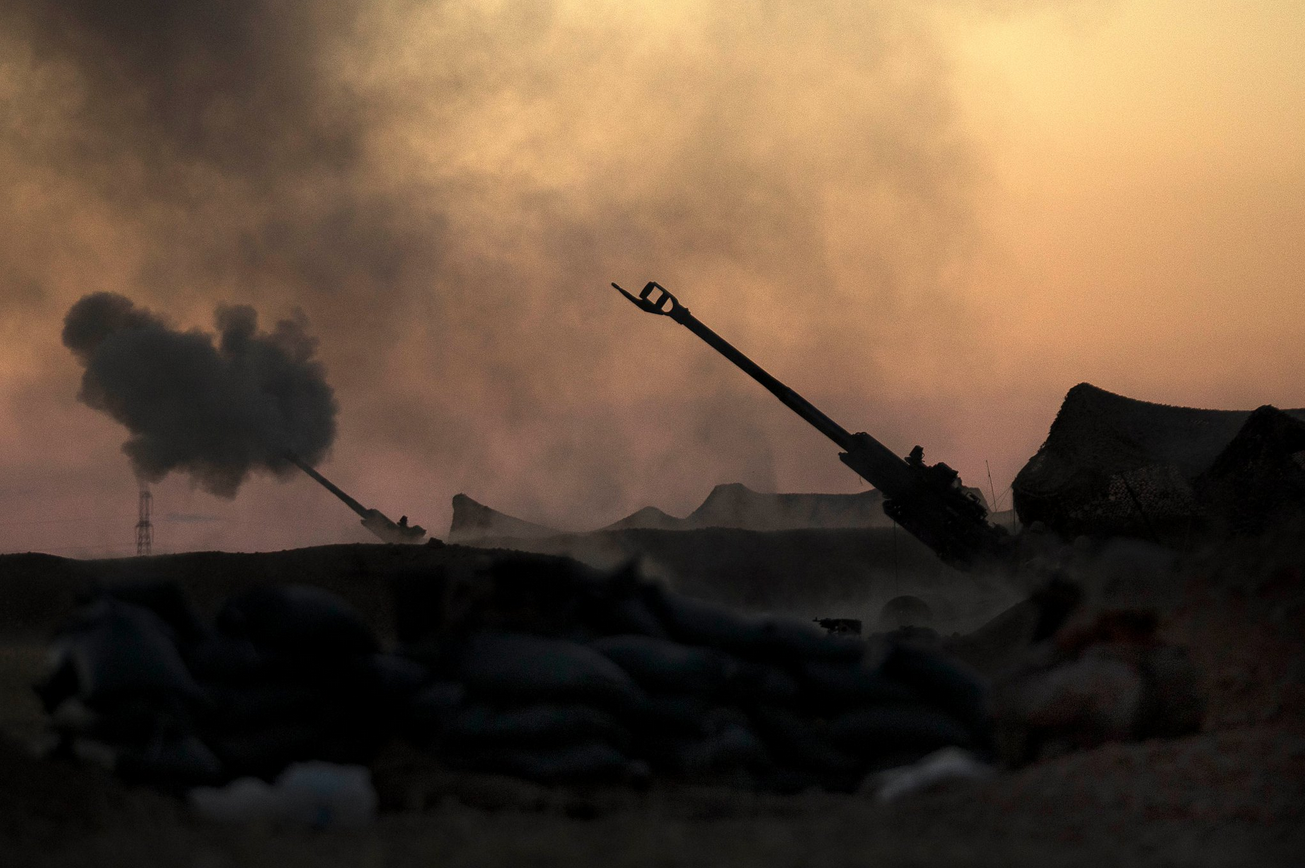
Pezzi d'artiglieria del Corpo dei Marines degli Stati Uniti che forniscono supporto di fuoco alle FDS durante la battaglia.

Entro il 25 giugno, le FDS avevano catturato la maggior parte del distretto occidentale di Qadisiya, dopodiché l'ISIL lanciò un importante contrattacco che comportò a combattimenti estremamente pesanti. Il giorno seguente le forze siriane catturarono finalmente tutta Qadisiya, rendendola il sesto distretto della città sotto il controllo delle forze di liberazione. In risposta, l'ISIL lanciò molteplici contrattacchi nella città e sulla riva meridionale dell'Eufrate, sebbene questi fallirono. Entro la fine della giornata, le FDS presero anche il controllo del villaggio di al-Farkha, situato a sud-ovest di Raqqa. Il portavoce della coalizione, Ryan Dillon, affermò che la resistenza dell'ISIL stava aumentando man mano che le FDS avanzavano ulteriormente nella città.
Il 27 giugno, le Forze Democratiche Siriane lanciarono un attacco contro la città vecchia, che fu respinto dall'ISIL, anche se riuscirono a catturare il villaggio di al-Ghota, situato a sud di Raqqa.
Il 28 giugno, le FDS si scontrarono con combattenti dell'Isis vicino a un asilo nel quartiere di Ar-Ruda, nella parte orientale di Raqqa, uccidendo otto miliziani. Le forze siriane entrarono anche nel quartiere di al-Nahda, nella parte occidentale di Raqqa, dove si ritrovarono a combattere pesantemente contro militanti dello Stato Islamico, provocando la morte di diciannove miliziani dell'ISIS. Nel corso dei due giorni successivi, le FDS tagliarono tutte le vie di fuga rimanenti per l'ISIL da Raqqa. Successivamente iniziarono anche diversi scontri tra le forze di liberazione siriane e i miliziani dell'ISIL nei quartieri di al-Yarmouk e Huteen, nella parte occidentale di Raqqa, contemporaneamente le FDS catturarono un altro villaggio a sud della città. Tuttavia, un importante contrattacco dell’ISIL il 30 giugno, caratterizzato da numerosi attacchi con autobombe, provocò la caduta del quartiere di al-Sinaa e il ritorno nelle mani dello stato islamico dopo che 350 combattenti delle SDF, che facevano parte di un’unità non identificata dell’Esercito siriano libero (FSA), abbandonarono i loro posti fuggendo.

### Avanzata delle FDS nella città vecchia

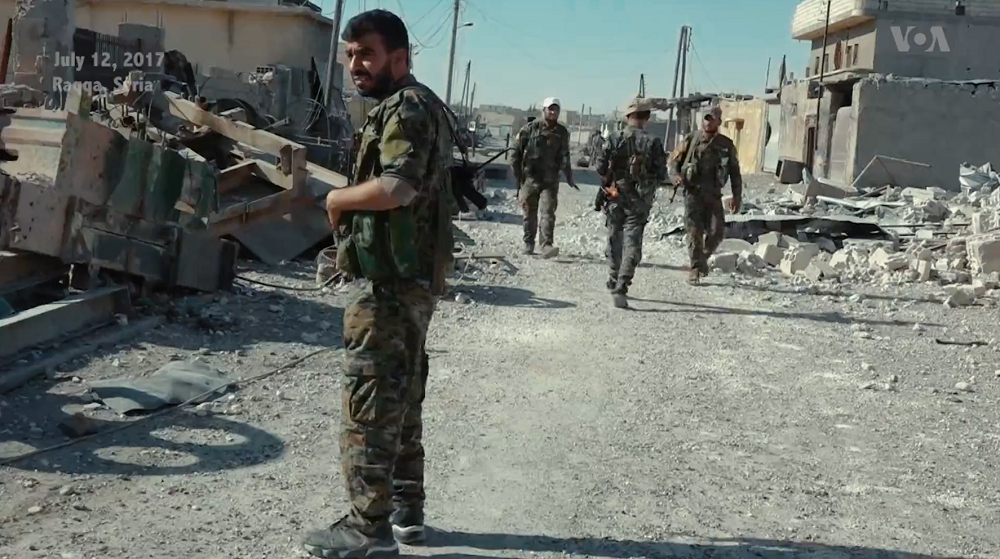
Combattenti delle FDS nel centro di Raqqa.

Tra il 1 e il 2 luglio, i combattenti delle FDS liberarono il mercato di al-Hal, situato nella parte orientale di Raqqa, dai militanti dell'ISIL. Mentre, in altri quartieri della città, le forze di liberazione avanzavano grazie all'aiuto di pesanti attacchi aerei della coalizione. Contemporaneamente agli attacchi in città, venne liberato anche Ratla, un villaggio collocato a sud-est della città. Il 3 luglio le forze siriane penetrarono nel quartiere di Hashim Bin al-Melek, localizzato nella parte meridionale di Raqqa, e nel quartiere di al-Yarmouk, nella parte ovest della città. Nella notte tra il 3 e il 4 luglio, un attacco aereo di precisione, eseguito dalla coalizione, distrusse una sezione lunga 25 metri del muro medievale che circondava la città vecchia di Raqqa. Ciò venne fatto in modo che le FDS potessero finalmente entrare nella città vecchia, pesantemente fortificata, preservando allo stesso tempo la maggior parte del muro. Le Forze Democratiche Siriane avanzarono nella città vecchia, catturando il Palazzo delle Vergini, sebbene incontrando una forte resistenza. Nel frattempo, le forze sostenute dagli Stati Uniti continuarono a fare progressi in altre parti di Raqqa, catturando presumibilmente metà del quartiere di Hisham ibn Abd al-Malik, mentre un importante assalto delle Forze d'Elite riuscì a riprendere il controllo del quartiere di al-Sinaa, precedentemente ritornato nelle mani dei miliziani. Alcune unità delle Forze d'Elite meno disciplinate, tuttavia, furono demoralizzate dai pesanti combattimenti e si ritirarono dalla città, contro gli ordini del comando delle FDS e dei loro stessi superiori e compagni. Tuttavia, gli altri membri dell'unità rimasero in prima linea.
I pesanti combattimenti nella città vecchia continuarono per i due giorni successivi e l'avanzata delle SDF fu lenta nonostante i pesanti attacchi aerei a loro supporto. Gli intensi contrattacchi dell'ISIL all'interno di Raqqa e a sud della città, per precisione a Ratla, furono per lo più respinti, sebbene i miliziani dello Stato Islamico riuscirono a riprendere una parte del mercato di al-Hal. Scontri particolarmente intensi ebbero luogo anche nella città occidentale, soprattutto per il quartiere di al-Bareed, poiché entrambe le parti lanciarono ripetuti attacchi nel tentativo di guadagnare territorio. Entro il 6 luglio, i media pro-FDS dichiararono che le forze della coalizione stavano facendo progressi a ovest e che le difese dell'ISIL, in quel punto, mostravano segni di cedimento.  La coalizione internazionale inviò anche altre armi, rifornimenti e rinforzi a Raqqa. Nel frattempo, l'ISIL mise una taglia di circa 4 000 dollari per ogni soldato statunitense o combattente straniero delle Forze Democratiche Siriane ucciso. Nei giorni successivi i feroci combattimenti a Raqqa continuarono, con le Forze di liberazione sriana che catturarono il castello di Harun al-Rashid nella città vecchia, e la piazza al-Mazarie a ovest. Entro il 10 luglio, la battaglia a Raqqa fu descritta come una "lotta casa per casa disperata" sempre più senza linee del fronte, mentre i miliziani dell'ISIL si asserragliavano in piccole sacche di resistenza che si rivelarono estremamente difficili da sgomberare per i soldati delle forze di liberazione, spesso non adeguatamente armati. I diversi attacchi suicidi dell'ISIL ostacolarono anche l'avanzata delle forze della coalizione.

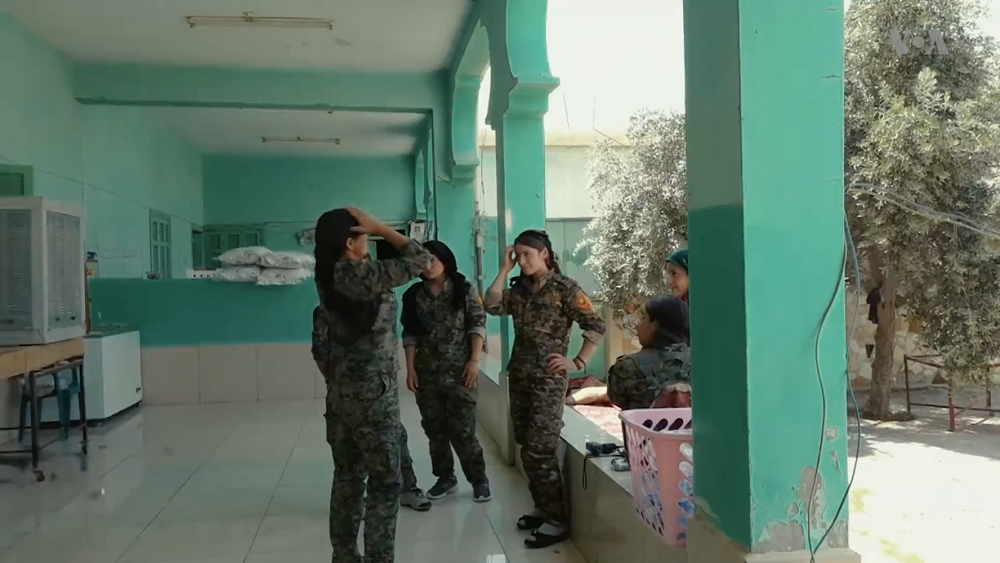
Combattenti yazide delle YJÊ a Raqqa. Gli yazidi furono massacrati o ridotti in schiavitù dall'ISIL, e per questo le YJÊ mirarono a liberare gli schiavi yazidi che vivevano ancora nella città.

Il progresso delle Forze Democratiche Siriane venne ostacolato anche dalle dispute all'interno delle FDS stesse e dalla sfiducia della popolazione locale nei confronti della coalizione anti-ISIL. A causa della propaganda dell'ISIL e della sfiducia di lunga data tra i gruppi etnici in Siria, molti degli arabi di Raqqa furono diffidenti nei confronti delle forze curde all'interno delle FDS. L'8 luglio, l'Osservatorio siriano per i diritti umani (SOHR) riferì che le Forze d'élite arabe si erano ritirate da Raqqa a causa delle dispute interne delle FDS e delle loro prestazioni talvolta inferiori sul campo di battaglia. Le FDS, tuttavia, negarono questa affermazione come voci infondate e affermarono che le Forze d'élite erano ancora coinvolte nell'operazione. Un comandante delle Forze d'élite, Abu Saleh, confermò successivamente che l'unità di circa mille combattenti da lui guidata si era ritirata da Raqqa; Tuttavia, c'erano ancora segnalazioni che almeno alcune delle Forze d'Elite continuavano ad essere attive a Raqqa. I resoconti della ritirata delle Forze d'Elite accrebbe la sfiducia della popolazione locale nei confronti delle FDS. C'erano anche dichiarazioni secondo cui i membri del Consiglio militare di Manbij stavano saccheggiando le case della città. Mentre i progressi nella città di Raqqa durante questo periodo si dimostrarono lenti, tra il 10 e l'11 luglio, le FDS fecero alcuni progressi a sud dell'Eufrate, catturando due villaggi, tra cui al-Ukeirshi, che era utilizzato dai miliziani dell'ISIL come base militare.
(Dichiarazione di un combattente dell'ISIS a Raqqa ai suoi compagni.)
Nei quattro giorni successivi, le Forze Democratiche Siriane fecero alcuni importanti progressi, assicurandosi i quartieri di al-Batani, Hisham ibn Abd al-Malik, al-Bareed e al-Qasyeh, e circa il 50% della città vecchia. Dopo pesanti contrattacchi, tuttavia, le FDS dovettero abbandonare parte del territorio appena conquistato nella città vecchia e nei quartieri sopra menzionati. Nel frattempo, il comandante in capo della coalizione, Stephen J. Townsend, disse che le uniche opzioni per i miliziani dell'ISIL a Raqqa erano "arrendersi o essere uccisi".
Tra il 15 e il 18 luglio, i combattimenti si concentrarono principalmente nei quartieri occidentali di al-Tayyar e Yarmouk, così come nel quartiere di Hisham ibn Abd al-Malik nel sud-est, mentre entrambe le parti cercavano di guadagnare/riconquistare terreno. Anche se le forze di liberazione siriane alla fine prevalsero nei primi due, la coalizione fece pochi o se non quasi nessun progresso nella città orientale e vecchia, mentre le vittime sia tra le forze democratiche che tra la popolazione civile erano aumentate drasticamente. Di conseguenza, le FDS iniziarono a cambiare la loro strategia a est e nella città vecchia, avanzando più lentamente e con più cautela, al fine di ridurre al minimo ulteriori perdite ed evitare la distruzione di monumenti storici, come la moschea abbaside di al-Atiq. Nel corso dei combattimenti, un importante quartier generale dell'ISIL e un centro di stoccaggio delle armi vennero distrutti. Il 20 luglio, l'ISIL lanciò intensi contrattacchi contro tutte le aree in cui le FDS erano avanzate nei giorni precedenti.

### Conquista del sud e del centro città

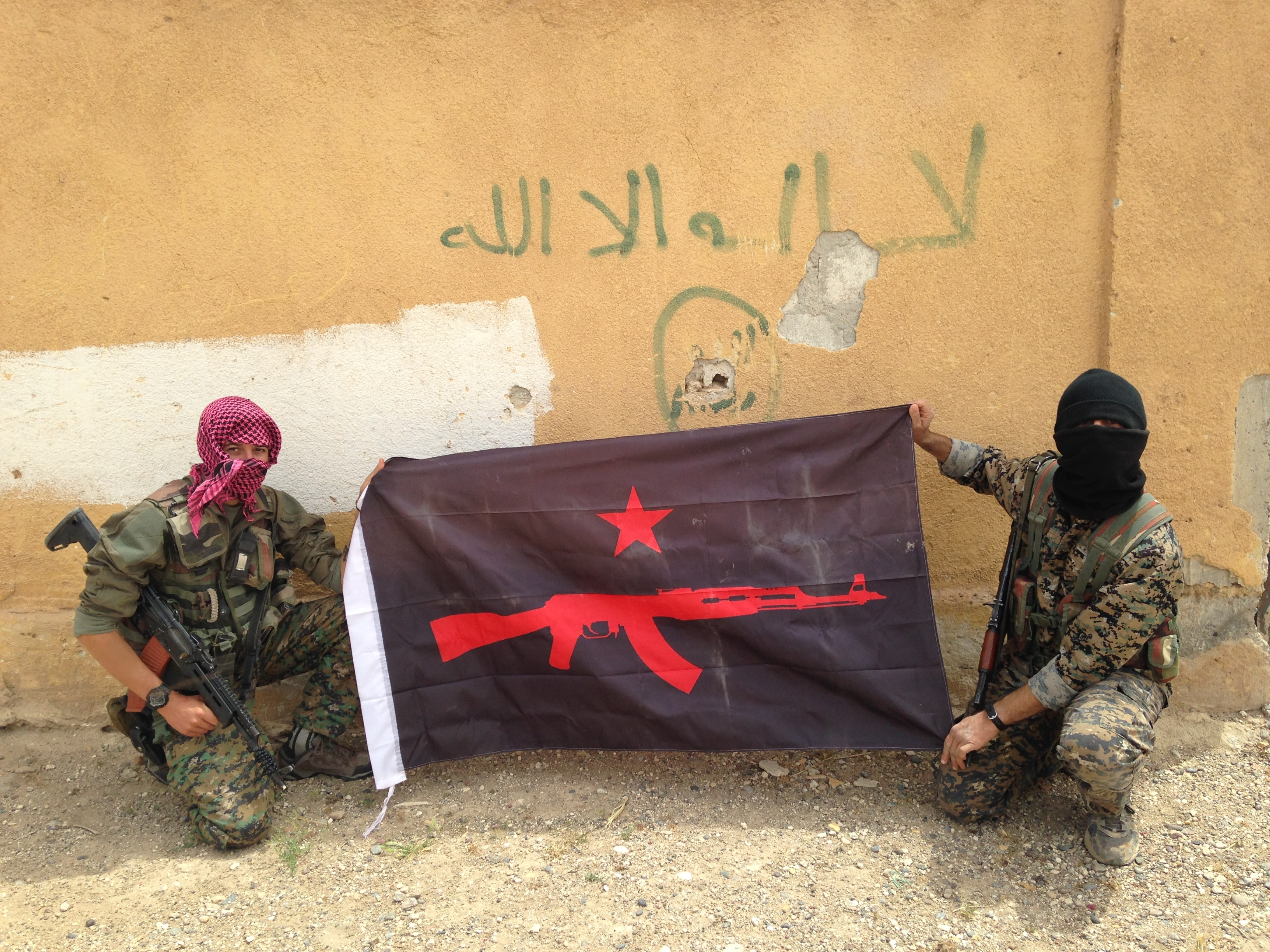
Volontari stranieri dell'IRPGF anarchico, un'unità della Brigata Internazionale per la Libertà, a Raqqa.

Nonostante questi continui contrattacchi, le Forze Democratiche Siriane avanzarono ulteriormente contro l'ISIL nei quattro giorni successivi. Entro il 24 luglio, la coalizione aveva completamente messo in sicurezza i quartieri di al-Romaniya, Hutteen, Qadisiyah, Yarmouk, Mashlab, al-Batani e al-Sinaa, mentre aveva preso il controllo di parti di Hisham ibn Abd al-Malik, al-Rawda, al-Rumaila, al-Muazzafin, al-Hamra e Nazlat Shehada, e della città vecchia. Di conseguenza, circa il 41% di Raqqa era detenuto dalle FDS.
A questo punto, il centro dei combattimenti era nella città meridionale, vale a dire per i quartieri di Nazlat Shehada, Hisham bin Abdul Malik e al-Kournish. Entro il 28 luglio, le FDS avevano compiuto ulteriori importanti progressi nella parte occidentale e meridionale ed era aumentato il loro controllo territoriale al 50% della città. Il 30 luglio, mentre i combattimenti nella città centrale e meridionale continuavano, le FDS avanzarono nel quartiere di al-Nahdah nel nord-est di Raqqa.
Tra il 1° e il 3 agosto, le FDS catturarono la maggior parte dei quartieri di Hisham ibn Abd al-Malik, Nazlat Shehada e altre località importanti, assicurandosi così in gran parte la parte meridionale di Raqqa. L'ISIL fu respinto anche nella città vecchia, perdendo il controllo della moschea Uwais al-Qarni e del santuario di 'Ammar Ben Yasser, e nel nord di Raqqa, dove le forze di liberazione siriane conquistarono circa dieci chilometri quadrati di territorio. Come risultato dei continui cambi di posizione e dei bombardamenti costanti, sia i duemila miliziani che le decine di migliaia di civili ancora intrappolati nelle aree controllate dall'ISIL, ci fu una sofferenza totale caratterizzata da carenze di cibo, medicine e acqua potabile. Questi fattori costrinsero i membri dell'ISIL ad alleviare la situazione concedendo a tremila civili un passaggio sicuro dal loro territorio ai quartieri controllati dalle forze di liberazione siriane. Tuttavia, le prospettive in deterioramento dell'ISIL a Raqqa stavano iniziando a minare seriamente il morale dei combattenti siriani del gruppo, molti dei quali volevano fuggire o arrendersi. Però decisero di rimanere, a causa della paura dei mujaheddin stranieri dell'ISIS. Questi stranieri volevano opporre la loro ultima resistenza a Raqqa ed erano pronti ad uccidere chiunque avesse voluto arrendersi. Gli elementi più intransigenti dell'ISIL a Raqqa riferirono di essere in possesso di armi chimiche, che avrebbero usato qualora la loro posizione sarebbe diventata completamente insostenibile, indipendentemente dalle possibili vittime civili.

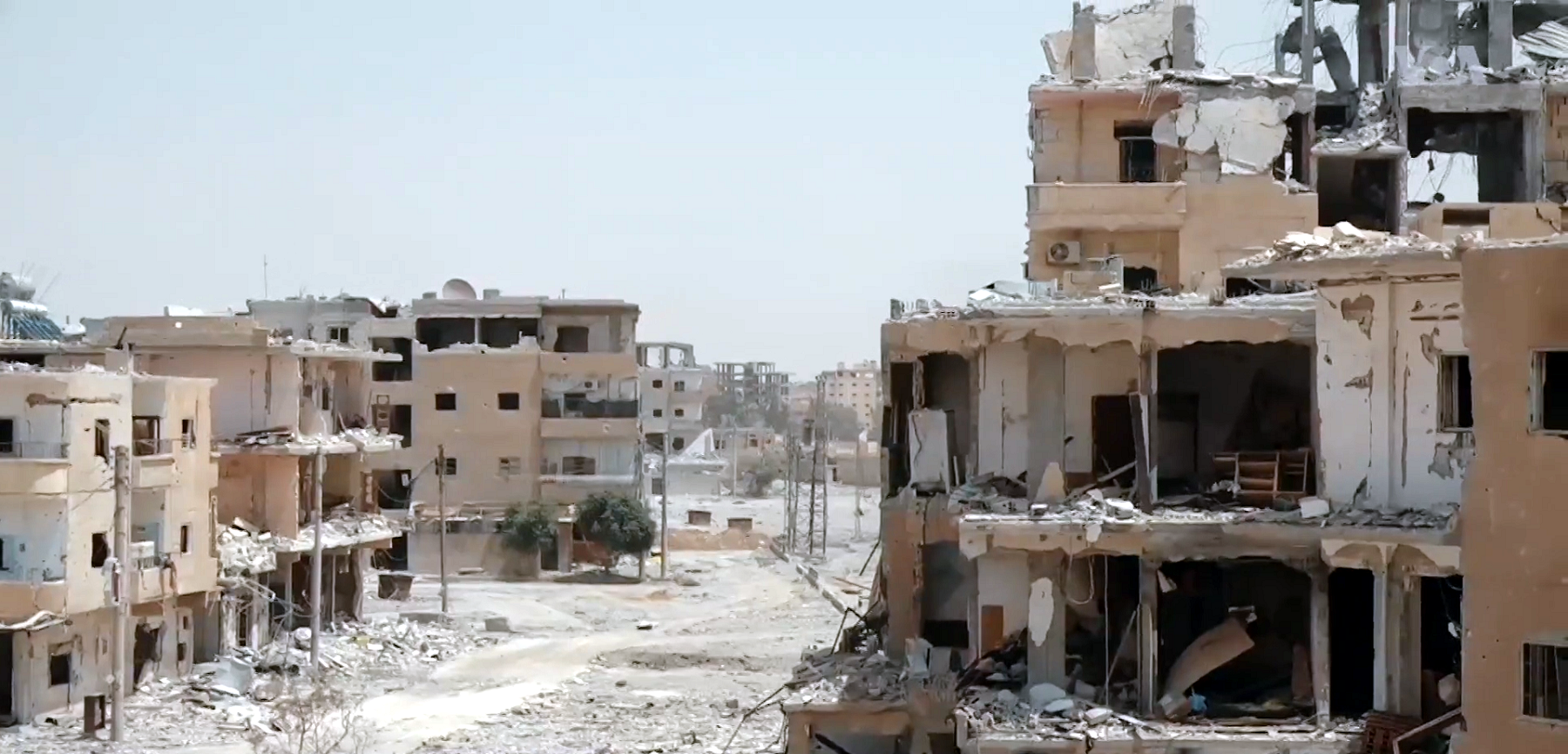
Gran parte di Raqqa subì ingenti danni durante la battaglia, soprattutto a causa dei pesanti bombardamenti attuati dalla Coalizione.

Entro il 6 agosto, le FDS controllavano circa il 55% di Raqqa. Nei giorni successivi, le FDS, rafforzate da nuovi rinforzi, cacciarono completamente l'ISIL dalla parte meridionale della città. Entro il 10 agosto i fronti occidentale e orientale delle forze di liberazione siriane si unirono a sud e tagliarono così fuori l'accesso all'Eufrate ai miliziani dello Stato Islamico. Le restanti forze dell'ISIL risposero a queste avanzate lanciando importanti contrattacchi tra il 12 e il 14 agosto nel tentativo di riconquistare terreno nella città nord-orientale e meridionale. Sebbene gli assalti fossero stati presumibilmente infruttuosi, entrambe le parti subirono importanti perdite.
Nonostante ciò, le FDS riuscirono a catturare più territorio nella città vecchia, portando circa il 57% di Raqqa sotto il loro controllo entro il 14 agosto. Nei giorni successivi, le forze di liberazione ripulirono le rimanenti roccaforti dell'ISIL nella città meridionale, e entro il 20 agosto avevano iniziato a spingersi nei quartieri a nord di Hisham ibn Abd al-Malik e Nazlat Shehada. Tra il 22 e il 29 agosto, le forze siriane avanzarono ulteriormente nella città vecchia di Raqqa, catturando diversi luoghi simbolici o strategici come la vecchia torre dell'orologio - precedentemente utilizzato dall'ISIL come sito per le esecuzioni pubbliche. Tuttavia, l'ISIL continuò a combattere ferocemente per il 10% della città vecchia che ancora controllava, così come per altri quartieri del centro città in cui i miliziani detenevano ancora il territorio: Al-Moror, al-Nahda, al-Mansour e, soprattutto, al-Thaknah - dove si trovavano gli ex edifici governativi dell'ISIL. Nel corso di questi pesanti combattimenti ravvicinati, Adnan Abu Amjad, leader del Consiglio militare di Manbij e comandante di alto rango delle Forze Democratiche Siriane, venne ucciso in combattimento.

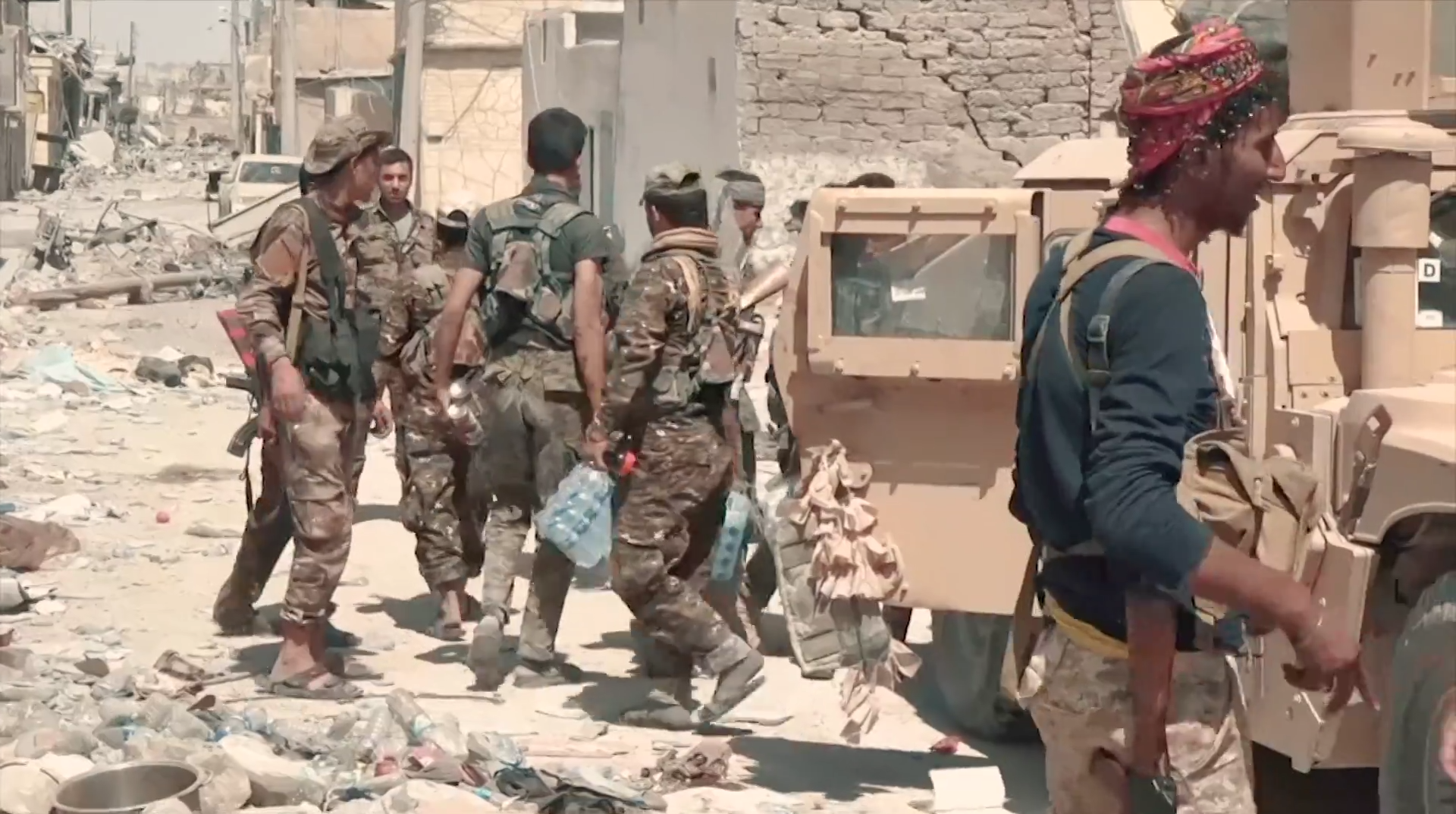
Combattenti delle FDS con un Humvee nel centro di Raqqa.

Entro il 1° settembre, le FDS avevano messo in sicurezza quasi tutta la città vecchia, sebbene alcuni residuati dell'ISIL continuassero a resistere nel vicolo di al-Busariyah e nella Grande Moschea. Queste forze dell'ISIL furono infine distrutte grazie al supporto degli AH-64 Apache statunitensi il 2 e 3 settembre, portando tutta la città vecchia sotto il controllo delle forze di liberazione siriane. Contemporaneamente, le forze della coalizione avanzarono anche nei quartieri di Al-Morour e Daraiya, che furono catturati entro il 6 settembre. Entro il 9 settembre, il controllo dell'ISIL su Raqqa era stato ridotto a circa il 36%, in particolare nei quartieri settentrionali di Al-Andalus, Shamal Sekket al-Qitar, al-Huriyah, Teshreen e al-Tawaso'eiyah. Oltre a queste, l’SOHR segnalò sacche di resistenza dell’ISIL in nove quartieri per lo più controllati dalle forze di liberazione siriane.

### Ultimi combattimenti

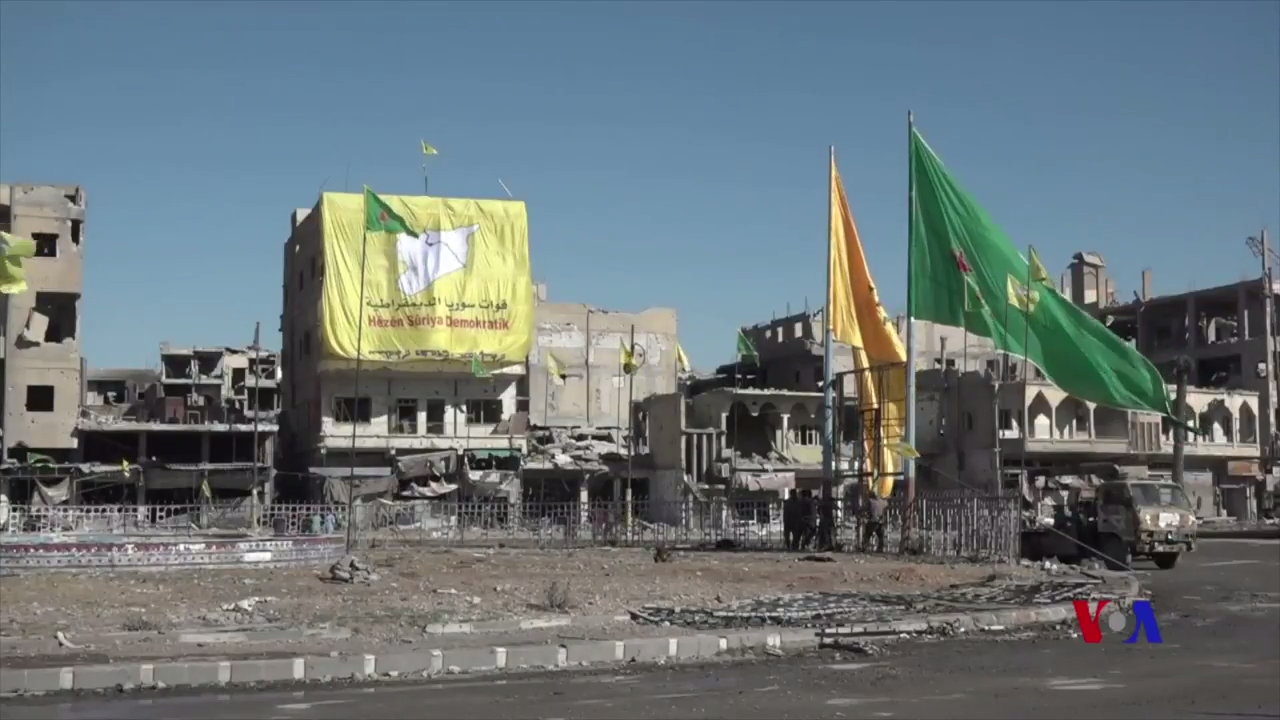
Bandiere delle FDS, YPG e YPJ nel centro della città di Raqqa dopo la sua completa cattura da parte delle forze di liberazione siriane.

Il 14 settembre, le FDS misero completamente in sicurezza al-Thaknah, "uno dei quartieri più importanti [di Raqqa]", dopo una battaglia durata ventiquattr'ore. Con al-Thaknah catturata, le forze di liberazione siriane controllavano circa il 70% di Raqqa. A questo punto, la situazione dei restanti 1 200 miliziani dello Stato Islamico in città era diventata disperata, poiché erano in enorme carenza di acqua fresca, cibo, munizioni e armi. Alcuni di loro vennero persino inviati a cercare cibo nei territori controllati dalle FDS per ottenere rifornimenti di cui avevano urgente bisogno. Tuttavia, molti militanti ISIL si rifiutarono di arrendersi, giurando di continuare a difendere Raqqa e opporre una forte resistenza iniziando a lanciare attacchi suicidi contro le forze della coalizione quando le loro posizioni diventarono insostenibili da mantenere. La restante resistenza ISIL era concentrata nel nord di Raqqa e nelle enclave nel sud-ovest e nel centro della città.
Pesanti attacchi aerei da parte dell'aeronautica americana il 20 settembre costrinsero l'ISIL a ritirarsi da cinque quartieri settentrionali nella città centrale, che i miliziani ritenevano più sicura. La maggior parte del nord di Raqqa venne successivamente occupata dalle FDS senza incontrare molta resistenza. Entro il 22 settembre, inizialmente fu riferito che l'ISIL aveva perso tutto il suo territorio a Raqqa, ma le FDS in seguito affermarono che i miliziani controllavano ancora, o almeno erano presenti, nel 20-25% della città.
Nei giorni successivi, continuarono pesanti combattimenti nelle aree della città settentrionale, occidentale, centrale e sud-occidentale in cui l'ISIL aveva ancora una presenza sostanziale. I progressi si dimostrarono lenti contro la feroce resistenza dell'ISIL. Queste ultime forze dell'ISIL, come in molti casi piccoli gruppi o persino singoli militanti, si barricarono nei loro nascondigli e aspettarono che le FDS arrivassero a loro colpendoli a tradimento. I combattenti delle Forze Democratiche Siriane, non sufficientemente equipaggiate per tali compiti, spesso non riuscivano a liberare queste roccaforti fortificate e piene di trappole esplosive senza rischiare vittime sproporzionate. Quindi, dovettero chiamare attacchi aerei; "ogni volta, interi edifici venivano presi di mira per uccidere un singolo combattente [ISIL]". L'ISIL continuò anche a lanciare contrattacchi. I suoi milziani usarono le loro reti di tunnel nascosti per assalire le FDS da dietro le linee di combattimento o si travestivano da civili e persino da membri delle FDS per infiltrarsi nelle posizioni nemiche. Il 26 settembre, ad esempio, decine di miliziani dell’ISIL con le insegne delle YPG riuscirono a entrare nelle posizioni delle forze di liberazione siriane nella città nord-orientale, uccidendo almeno 28 combattenti della coalizione prima di essere sopraffatti a loro volta. Il numero esatto di combattenti dello Stato Islamica che erano ancora attivi a Raqqa a questo punto era controverso, con stime che andavano da circa 400 (secondo le truppe locali delle FDS), a 400-900 (stima del Dipartimento della Difesa degli Stati Uniti), a 700 militanti regolari e 1 500 miliziani pro-ISIL (intelligence e informazioni ottenute da ex membri dell’ISIL). Di queste forze, solo i mujaheddin stranieri avrebbero dovuto combattere fino alla fine. I miliziani arabi nativi siriani erano invece fuggiti dalla città a centinaia, spesso travestiti da civili.

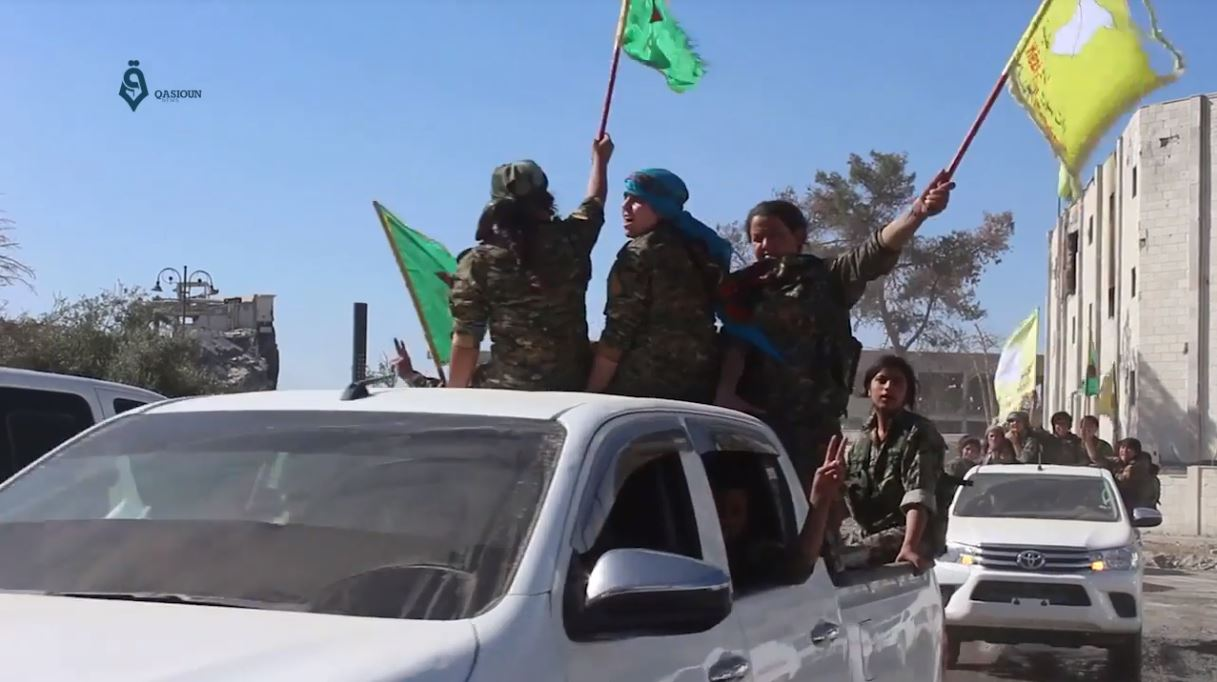
Le FDS festeggiano in strada dopo aver vinto la battaglia.

Gli scontri tra le unità di liberazione in avanzamento e i residuati membri dello Stato Islamico furono particolarmente aspri alla rotonda di al-Naim nel centro di Raqqa, che era stata soprannominata "il cerchio dell'inferno", e varie roccaforti fortificate dell'ISIL. Tra queste c'erano l'ospedale nazionale, dove lo Stato Islamico aveva uno dei suoi quartieri generali e teneva ostaggi; uno stadio sportivo, dove i militanti immagazzinavano armi; e intorno ai silos per il grano nel nord della città.  Il 15 ottobre, circa cinquanta camion, tredici autobus e più di cento veicoli dello Stato Islamico evacuarono circa quattromila persone da Raqqa in base a un accordo con le FDS, tra cui duecentocinquanta miliziani dell'ISIL e tremilacinquecento dei loro familiari, insieme ad armi e munizioni. Secondo quanto riferito, circa quattrocento civili sarebbero stati utilizzati come scudi umani dai miliziani islamici durante l'evacuazione.
Dopo che il convoglio dell'ISIL lasciò Raqqa in base all'accordo del 15 ottobre, le FDS annunciarono la "fase finale" della battaglia, con il nome in codice Battaglia del martire Adnan Abu Amjad, per catturare le rimanenti roccaforti dell'ISIL nel 10% della città. Il 16 ottobre, le forze di liberazione siriane distrussero le ultime forze dello Stato Islamico nei quartieri di al-Andalus e al-Matar, e infine messo in sicurezza la rotonda di al-Naim.
Il girono seguente, il 17 ottobre, le FDS lanciarono un attacco durante la notte e catturarono l'Ospedale Nazionale, per poi avanzare ulteriormente verso lo stadio occupato dall'ISIL, l'ultimo punto d'appoggio dei jihadisti nella città. Lo stadio fu poi catturato, segnando la sconfitta dello Stato Islamico a Raqqa.
Il 20 ottobre, le Forze Democratiche Siriane dichiararono ufficialmente la vittoria a Raqqa.

## Conseguenze
Secondo l'ONU, circa l'80% di Raqqa venne reso "inabitabile" dopo la battaglia.
Secondo Airwars, un team di giornalisti indipendenti, entro ottobre 2017, almeno 1 300 civili erano probabilmente morti a causa degli attacchi della coalizione - in totale vennero segnalate più di 3 200 decessi di questo tipo. In totale, gli osservatori locali affermano che almeno 1 800 civili sono stati uccisi nei combattimenti". Ad aprile 2019, un'indagine congiunta di Amnesty International e Airwars riferì che 1 600 civili erano rimasti uccisi sotto gli attacchi della coalizione durante la battaglia.

### Fosse comuni
Nel febbraio del 2019, 3 500 cadaveri vennero ritrovati in una fossa comune dell’ISIL nel sobborgo agricolo di al-Fukheikha. Un mese dopo, ne venne trovata una seconda contenente i corpi di circa trecento persone. Nel luglio dello stesso anno, vennero trovati altri duecento resti umani sepolti nei dintorni della città.

### Controversie

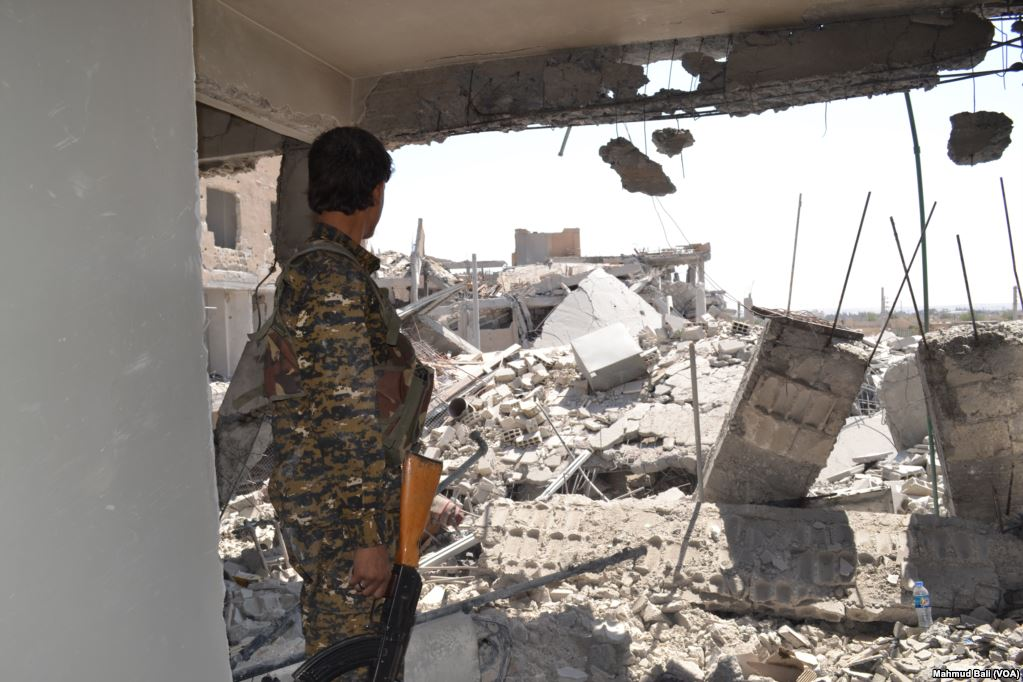
Membro delle Forze Democratiche Siriane tra le rovine di Raqqa.

Nel giugno 2017, in piena battaglia, gli investigatori delle Nazioni Unite dichiararono che gli attacchi aerei della coalizione, guidata dagli Stati Uniti, stavano causando "un'ingente perdita di vite umane". Gli incessanti ed estenuanti bombardamenti e i combattimenti sempre più vicini al centro della città, provocarono la fuga di oltre 160 mila civili. Paulo Sérgio Pinheiro, presidente della commissione indipendente d'inchiesta per la Siria delle Nazioni Unite disse che l'offensiva non doveva essere "intrapresa a spese dei civili che, loro malgrado, si ritrovavano a vivere in aree in cui era presente [lo Stato Islamico]". Secondo le stime del gruppo di monitoraggio Airwars, tra marzo e maggio, sono morti più di 600 civili a causa di più di 150 attacchi aerei della coalizione o delle FDS. Pinheiro affermò anche che solo a un convoglio delle Nazioni Unite venne consentito l'accesso ad un'area identificata come bisognosa di assistenza urgente.
Durante la fase finale della conquista di Raqqa, gli attivisti criticarono il fatto che la coalizione anti-ISIL avesse fatto poco per evitare vittime civili in questa fase. Sebbene si dicesse che l'ISIL usasse i civili come scudi umani, gli attivisti affermarono che né le FDS né la coalizione presero "misure straordinarie per assistere i civili che [stavano] cercando di fuggire dalla città", con l'aeronautica militare statunitense che bombardava indiscriminatamente tutti coloro che tentavano di fuggire in barca o in auto dalla città.
Dopo la conclusione della battaglia, Amnesty International, un'organizzazione non governativa internazionale impegnata nella difesa dei diritti umani, condusse numerose indagini sul campo nella città distrutta. I ricercatori di Amnesty International visitarono diversi siti di attacchi aerei e interrogò diversi residenti siriani sopravvissuti agli attacchi.
(Donatella Rovera, Consulente Senior per la Risposta alle Crisi)
L'organizzazione arrivò alla conclusione che la coalizione, guidata dagli Stati Uniti, saprò un gran numero di armi esplosive imprecise in aree civili popolate e che anche le bombe di precisione della ebbero un impatto orribile sulla popolazione. Amnesty International sottolineò anche, in un dettagliato rapporto stilato nei giorni delle indagini e pubblicato successivamente, che oltre alle centinaia di vittime innocenti, ai combattenti dello Stato Islamico fu permesso di andarsene dalla città senza ritorsioni.
(Donatella Rovera)

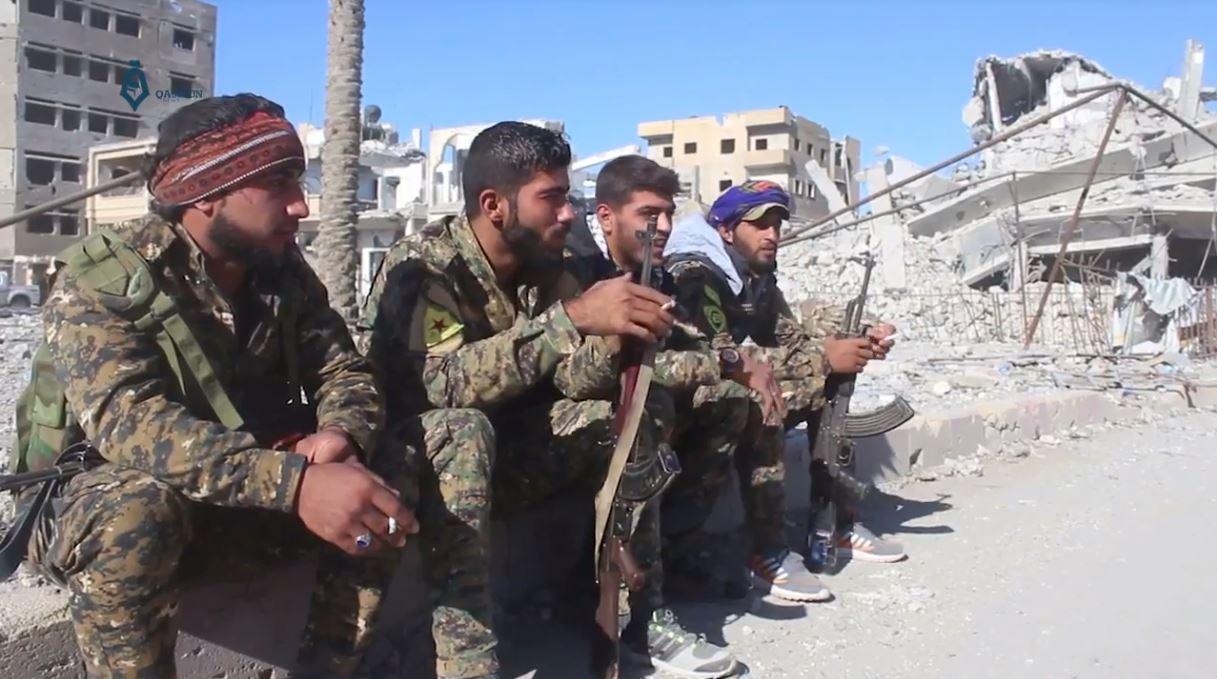
Uomini delle FDS tra le rovine di Raqqa.

Anche Medici senza frontiere, anch'essa un'organizzazione umanitaria non governativa focalizzata sul fornire soccorso sanitario, criticò aspramente le azioni intraprese dalla Coalizione durante la battaglia. I medici dell'organizzazione, impegnati negli ospedali di Kobane, Tal Abyad e Al-Hasakah e nei campi profughi, comunicarono che oltre la metà dei presenti nei campi profughi erano donne e bambini. I pochi uomini presenti erano anziani o feriti durante l'offensiva e curati in ospedali controllati dallo Stato Islamico a Raqqa. I sopravvissuti raccontarono di come le loro condizioni di vita peggiorarono progressivamente a causa dell'enorme intensità degli attacchi aerei della coalizione. Descrissero anche come chi scendeva in strada per cercare cibo o acqua venissero ferite o addirittura uccise. Di notte, se veniva accesa una luce in casa, si diventava un bersaglio del fuoco dei mortai o addirittura degli attacchi aerei.
Durante la battaglia non c'erano ambulanze in città, quindi i feriti furono trasportati negli ospedali grazie ai veicoli corazzati. Medici senza frontiere però, riguardo al trasporto, solleva diversi dubbi, in quanto a seguito dei bombardamenti in zone della città considerata popolose arrivavano pochi feriti, se non nessuno. Il trasporto dei feriti durante un combattimento ravvicinato era difficile da attuare, siccome i mezzi corazzati erano impiegati negli scontri. Viene sottolineato come, nonostante l’intensità degli attacchi aerei da parte della coalizione, che portarono alla distruzione della città, pochissime vittime civili vennero evacuate dalla zona di battaglia.
Sempre secondo l'organizzazione, sarebbe impossibile determinare con certezza quanti civili si trovassero in città durante la battaglia e quanti siano effettivamente morti o rimasti feriti. La coalizione annunciò, durante l’ultima settimana di battaglia, l'evacuazione di tremila civili. Dato considerato impossibile da verificare. Un portavoce delle Forze Democratiche Siriane affermò che non c’erano civili rimasti a Raqqa al momento dell’assalto finale.
A metà ottobre 2018, Amnesty International risollevò la questione dichiarando come, oltre un anno dopo la fine della battaglia, la coalizione continui a negare l'alto numero di vittime civili e la distruzione, quasi totale, della città. L'organizzazione sottolinea come nessuno abbia avviato un'accurata indagine sull'attività militare dell'occidente sul suolo siriano e come il dipartimento della difesa degli Stati Uniti d'America abbia, il 10 settembre 2018 tramite una lettera Amnesty International, scritto chiaramente non accetti alcuna responsabilità per le vittime civili.
(Kumi Naidoo, segretario generale del movimento globale per i diritti umani Amnesty International)
Sempre secondo Amnesty International alcuni attacchi aerei, che provocarono diversi morti e feriti tra i civili non vi era presenza di uomini dello Stato islamico. Questo elemento fondamentale portò alla conclusione si sia trattato di violazioni del diritto internazionale umanitario.
(Kumi Naidoo)

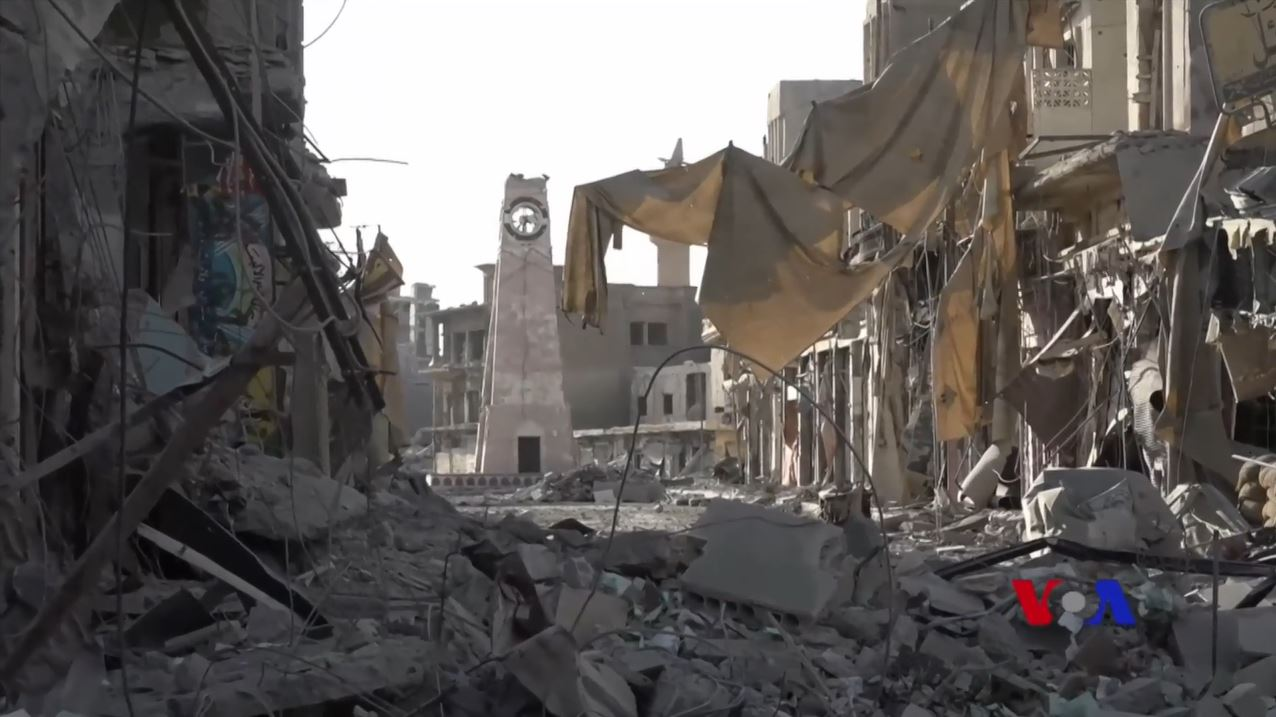
Piazza dell'Orologio, pieno centro di Raqqa, si noti la completa distruzione dell'aerea circostante.

Nel luglio del 2021, quattro anni dopo la fine della battaglia, l'ONG Save the Children pubblicò un rapporto sulle condizioni della popolazione nella città di Raqqa. Secondo l'organizzazione i bambini vivono ancora tra le macerie, con accesso limitato ad acqua, elettricità e istruzione. A quattro anni dai bombardamenti, la città ospiterebbe tra le 270 000 e le 330 000 persone, che risiedono in una città ancora quasi completamente distrutta. Secondo una ricerca antecedente al rapporto, oltre il 36% degli edifici è completamente distrutto e il processo di ricostruzione e ripristino è estremamente lento. Pur essendo completamente distrutte, la popolazione continua a vivere nelle case bombardate e a rischio crollo. La situazione, considerata estremamente grave, è causata dai constati bombardamenti perpetrati durante la battaglia da parte della coalizione, che, nel periodo di picco dei bombardamenti su strutture della città, ha visto più di centocinquanta attacchi aerei al giorno. Inoltre, tre quarti della popolazione di Raqqa dipende dai sussidi per l’acquisto di cibo e altri beni e servizi di base.
(Sonia Khush, responsabile di Save the Children per la risposta in Siria)
A maggio 2021, il sotto-distretto che comprende la città di Raqqa, registrava la più alta percentuale di famiglie con un consumo scarso o al limite di cibo. Circa l'80% delle famiglie di Raqqa intervistate da Save the Children è dovuto ricorrere a misure drastiche per soddisfare i bisogni primari, come acquistare cibo a credito o far lavorare i figli. A causa dei beni di prima necessità e di strutture adeguate, quasi tutti i bambini della città non frequentano una scuola.
Un portavoce del ministero della Difesa russo affermò che le rovine evocavano la distruzione di Dresda. Il maggiore generale Igor' Konašenkov, successivamente alla liberazione della città affermò: "Raqqa ha ereditato la sorte di Dresda nel 1945, spazzata via dalla faccia della terra dai bombardamenti anglo-americani". Sempre secondo lui ora l'Occidente sembrerebbe affrettarsi ad inviare aiuti finanziari a Raqqa per nascondere le prove dei suoi crimini. Le parole della Russia vennero prese poco in considerazione sul piano internazionale in quanto, l'anno precedente all'attacco a Raqqa, venne aspramente criticata di aver commesso crimini di guerra e contro l'umanità durante i bombardamenti su Aleppo.

## Reazioni ufficiali
- Stati Uniti: Il 20 ottobre 2017, Rex Tillerson, Segretario di Stato degli Stati Uniti, dichiarò al riguardo della vittoria a Raqqa: "Ci congratuliamo con il popolo siriano e le Forze democratiche siriane, inclusa la Coalizione araba siriana, per la liberazione di Raqqa. Gli Stati Uniti sono orgogliosi di guidare la Coalizione globale di 73 membri che ha sostenuto questo sforzo, che ha visto il califfato autoproclamato dell'ISIS sgretolarsi in Iraq e Siria. Il nostro lavoro è tutt'altro che finito, ma la liberazione di Raqqa è una pietra miliare fondamentale nella lotta globale contro l'ISIS e sottolinea il successo dell'attuale sforzo internazionale e siriano per sconfiggere questi terroristi. [...] La Coalizione continuerà la sua incessante campagna per negare all'ISIS un rifugio sicuro in qualsiasi parte del mondo e recidere la sua capacità di reclutare, spostare combattenti terroristi stranieri, trasferire fondi e diffondere falsa propaganda su Internet e sui social media. Siamo fiduciosi che prevarremo e sconfiggeremo questa brutale organizzazione terroristica". Quattro giorni dopo, il portavoce del Dipartimento di Stato degli Stati Uniti affermò: "[...] La nostra situazione attuale è un enorme successo contro l'ISIS a Raqqa. C'è ancora una lunga strada davanti a noi. [...] Quindi è un enorme successo che finalmente, sotto questa amministrazione, Raqqa sia stata riconquistata, e non voglio che perdiamo di vista il significato di ciò. Non è necessariamente un successo degli Stati Uniti, anche se ne abbiamo sicuramente fatto parte. È un successo siriano per il popolo siriano e, francamente, è un successo per tutte le persone amanti della pace che vogliono sbarazzarsi dell'ISIS e vedere l'ISIS eliminato";
- Russia: Il maggiore generale Igor' Konašenkov, portavoce capo del Ministero della Difesa russo, affermò: "Raqqa ha ereditato il destino di Dresda nel 1945, spazzata via dalla faccia della Terra dai bombardamenti anglo-americani". Konašenkov mise in dubbio il significato effettivo di Raqqa, sottolineando il fatto che prima della battaglia di Deir ez-Zor era stato un centro urbano molto più grande;[202][203][197]
- Siria: Alla fine di ottobre 2017, il governo siriano rilasciò una dichiarazione in cui affermava: "La Siria ritiene che le affermazioni degli Stati Uniti e della sua cosiddetta alleanza sulla liberazione della città di Raqqa dall'ISIS siano bugie volte a distogliere l'opinione pubblica internazionale dai crimini commessi da questa alleanza nella provincia di Raqqa. [...] più del 90% della città di Raqqa è stato raso al suolo a causa del bombardamento deliberato e barbaro della città e delle città vicine da parte dell'alleanza, che ha anche distrutto tutti i servizi e le infrastrutture e costretto decine di migliaia di abitanti ad abbandonare la città e diventare rifugiati. [...] La Siria considera ancora Raqqa una città occupata e potrà essere considerata liberata solo quando vi entrerà l'esercito arabo siriano".[204]